# カーチス No. 2

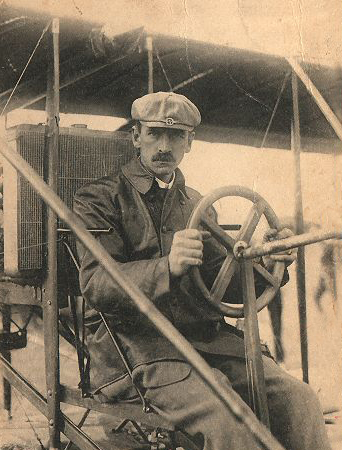
No. 2, "Reims Racer"とグレン・カーチス

カーチス No. 2（Curtiss No. 2、またはランス・レーサー）はグレン・カーチスが1909年、フランスのランスで開かれたゴードン・ベネット杯航空レースに参加するために製作した飛行機である。
カーチスの前作ゴールド・フライヤーに基づいた設計でオープンフレームの機体に同じ幅で食い違いのない2張間の複葉機である。複葉の尾翼であった。三輪車配置の車輪で、大きい昇降舵が主翼の中間に取り付けられた。ゴールド・フライヤーより大型の機体でレースのために調整されたエンジンを積み、軽量化がなされていた。
アメリカ航空クラブの資金で競技に参加することを、ライト兄弟は断ったが、カーチスが参加した。ヨーロッパ製の航空機と比べて速度は劣っていたが、操縦性に優れていた。カーチスは自ら操縦し、10kmの周回コース2周のレースで、15分50秒で飛行し、ブレリオの記録を5.8秒上回って優勝し、25,000フランの賞金を得た。この時の平均速度75.48 km/hは、当時の最高記録であった。
ランスの競技の後、カーチスは9月に行われたイタリアのブレシアの航空ショーの競技会に参加し、10kmの周回コースを49分24秒で5周し、総合優勝した。8.2秒で発進し、クイック・スタート競争にも優勝した。高度競技ではアンリ・ルージュについで2位となった。ブレシアでは詩人のガブリエーレ・ダンヌンツィオを同乗させて飛行した。
アメリカに戻ると、10月のDominguez Hillsのエアショーで88 km/hの速度記録を樹立した。カーチスNo 2はチャールズ・ハミルトンに売却され、1910年3月12日墜落した。

## 要目
- 乗員: 1名
- 全長：9.25m
- 全幅 ：10.37m
- エンジン: Curtiss vee-8, 63 hp (47 kW)